# Vitmirovac
Le mont Vitmirovac (en serbe cyrillique : Витмировац) est un sommet des monts Zvijezda, un massif situé à l'extrême ouest de la Serbie, le long de la frontière avec la Bosnie-Herzégovine. Il s'élève à une altitude de 1 370 m.